# Dougouténé 2
Ne doit pas être confondu avec Dougouténé 1.
Dougouténé 2 est une commune rurale du Mali de l'arrondissement de Toroli, dans le cercle de Koro et la région de Bandiagara. Elle a pour chef-lieu la localité de Andiagana Na.

## Villages
La commune s'étend sur 20 localités relevées lors du recensement général de 2009. 
Les villages les plus peuplés sont :
- Andiagana Na (2 451 habitants)
- Bondo Tena (2 137 habitants)
- Tinsagou (1 853 habitants)